# Baymax!
Baymax! è una serie animata di cortometraggi ideata da Don Hall.
La serie è stata pubblicata su Disney+ il 29 giugno 2022, con l'omonimo personaggio della Marvel Comics. La serie è uno spin-off del film d'animazione Big Hero 6 e sequel della serie animata Big Hero 6 - La serie. La serie è la prima serie animata prodotta dai Walt Disney Animation Studios.

## Trama
La serie ha per protagonista Baymax, robot infermiere che aiuta le persone della città immaginaria di San Fransokyo.

## Episodi
| Stagione       | Episodi | Pubblicazione |
| -------------- | ------- | ------------- |
| Prima stagione | 6       | 2022          |

### Prima stagione
Tutti gli episodi sono scritti da Cirocco Dunlap.
| nº | Titolo | Diretto da    | Animazione curata da             | Pubblicazione  |
| --- | ------ | ------------- | -------------------------------- | -------------- |
| 1 | Cass   | Dean Wellins  | David Stodolny e Malerie Walters | 29 giugno 2022 |
| Dopo che la zia Cass si è slogata la caviglia lavorando al Lucky Cat, Baymax le consiglia di riposare, ma Cass si rifiuta di sedersi e cerca di aiutare i suoi clienti, solo che Baymax la ferma continuamente. Cass si sloga la caviglia ancora di più e ammette di aver paura di perdere i clienti. Baymax la conforta e lei scopre che i clienti le hanno fatto un video di guarigione fino a quando non si riprende.                                                       |        |               |                                  |                |
| 2 | Kiko   | Dean Wellins  | David Stodolny e Malerie Walters | 29 giugno 2022 |
| La pensionata Kiko Tanaka si confronta con Baymax dopo che ha guaito per il dolore. Suggerisce di andare a nuotare nella piscina comunale vicino a lei, ma lei rifiuta, sostenendo di avere l'idrofobia. Baymax cerca di "aiutarla" e lei procede a seguirlo per farlo scoppiare. Tuttavia, finiscono nel centro di nuoto e Kiko ammette di avere tristi ricordi e di non essersi unita al suo defunto marito nel nuoto. Baymax si offre di nuotare con lei e lei è d'accordo. |        |               |                                  |                |
| 3 | Sofia  | Lissa Treiman | David Stodolny e Malerie Walters | 29 giugno 2022 |
| La pre-adolescente Sofia ha il suo primo ciclo poco prima del talent show. Baymax arriva e offre il suo aiuto uscendo e comprandole gli assorbenti. Il suo amico Ali cerca di offrire supporto, ma senza successo. Sofia ammette che ha paura di crescere e di cambiare, ma Baymax le dice che solo perché il suo corpo sta cambiando, non significa che lei debba farlo. Con ritrovata fiducia Sofia si unisce ad Ali per il talent show.                                     |        |               |                                  |                |
| 4 | Mbita  | Dan Abraham   | Henry Sanchez e Boris Maras      | 29 giugno 2022 |
| Mbita, uomo gay che è proprietario di un camion di cibo specializzato in pesce e che serve solo zuppa di pesce; un giorno sviluppa improvvisamente un'allergia al pesce. Tenta di fuggire da Baymax che sta cercando di aiutarlo, e riesce a calmarsi ed esprime la sua paura di abbracciare il cambiamento. Baymax gli dà la sicurezza di cui ha bisogno per cambiare il suo menù e chiede persino un appuntamento al collega venditore Yukio.                                |        |               |                                  |                |
| 5 | Yachi  | Mark Kennedy  | Henry Sanchez e Boris Maras      | 29 giugno 2022 |
| Un gatto randagio di nome Yachi ingoia accidentalmente un auricolare bluetooth. Baymax insegue il gatto per tutta San Fransokyo per tirare fuori l'auricolare, mentre Yachi desidera visibilmente una casa. Quando Baymax una volta raggiunto il gatto tenta di tirare fuori l'auricolare, riuscendoci, ma la batteria subito dopo si scarica e si spegne in una fabbrica abbandonata destinata alla demolizione. Yachi ruba il suo lecca-lecca e se ne va.                    |        |               |                                  |                |
| 6 | Baymax | Dean Wellins  | Henry Sanchez e Boris Maras      | 29 giugno 2022 |
| Quando Hiro scopre che Baymax non è tornato, teme il peggio. Quindi lui e la zia Cass incontrano tutti i pazienti che Baymax aveva aiutato, inclusi Kiko, Sofia, Mbita e Yachi, iniziano a cercarlo in tutta San Fransokyo per trovarlo. Kiko trova Yachi e li conduce al magazzino che sta per essere demolito. Insieme, il gruppo fa un piano per salvare Baymax e infine lo salvano. Lo riportano a casa, in carica dove dice loro che è "soddisfatto delle cure".          |        |               |                                  |                |

## Personaggi e doppiatori
- Baymax, doppiato in originale da Scott Adsit, in italiano da Massimiliano Manfredi.
Un robot creato da Tadashi Hamada, fratello deceduto di Hiro Hamada.[4]
- Hiro Hamada, doppiato in originale da Ryan Potter, in italiano da Arturo Valli.
Un giovane studente del San Fransokyo Institute of Technology.[5]
- Zia Cass, doppiata in originale da Maya Rudolph, in italiano da Elena Perino.
Zia di Hiro e paziente di Baymax.[4]
- Sofia, doppiata in originale da Lilimar Hernandez, in italiano da Sofia Suarez.
Una ragazzina e paziente di Baymax.[6]
- Ali, doppiato in originale da Zeno Robinson, in italiano da Tito Marteddu.
Un amico di Sofia.[6]
- Kiko, doppiata in originale da Emily Kuroda, in italiano da Melina Martello.
Una paziente di Baymax.[6]
- Mbita, doppiato in originale da Jaboukie Young-White, in italiano da Emanuele Ruzza.
Un paziente di Baymax.[6]
- Yukio, doppiato in originale da Brian Tee, in italiano da Leonardo Graziano.
Conoscente di Mbita.[6]

## Produzione

### Sviluppo
Il 10 dicembre 2020, Jennifer Lee, direttore creativo (CCO) dei Walt Disney Animation Studios, ha annunciato durante una live streaming per l'Investor's Day che un nuova nuova serie animata intitolata Baymax!, basata sul film del 2014 Big Hero 6 era in fase di sviluppo per Disney+. Il co-regista di Big Hero 6, Don Hall, sarà il creatore e il co-produttore esecutivo, quest'ultimo insieme a Lee, per la serie. L'idea per una serie incentrata su Baymax è stata proposta da Hall, che "ha pensato che sarebbe stato divertente fare una serie Disney+ con Baymax che interagiva con gente normale". Voleva anche che la serie fosse incentrata su Baymax perché sentiva che il suo predecessore, Big Hero 6 - La serie, "aveva esplorato così tante grandi strade" e personaggi all'interno dell'universo del franchise. Il produttore di Big Hero 6 Roy Conli torna a produrre.
È la prima serie televisiva prodotta dai Walt Disney Animation Studios; ed è anche la prima serie spin-off ad essere effettivamente prodotta dallo studio stesso, poiché la maggior parte delle serie televisive basate su film nel canone dei film d'animazione Disney - inclusa Big Hero 6 - La serie - sono principalmente realizzate dalla Disney Television Animation. In quanto tale, il team di produzione ha dovuto adattarsi a lavorare in un formato di narrazione episodica, che Conli ha descritto come "un grande esercizio di narrazione" che ha dato allo studio "l'opportunità di raccontare storie in modi diversi". I produttori hanno anche utilizzato il formato episodico come un modo per consentire ai dipendenti all'interno dello studio di fare il loro debutto alla regia. Diversi story artist del film hanno presentato circa 20 idee per le storie, di cui ne hanno scelte 6 che seguivano un "arco tematico". Alcuni degli artisti che hanno presentato presentazioni sono stati assunti per dirigere episodi basati sulle loro idee.

### Sceneggiatura
La serie è incentrata sulla programmazione principale di Baymax come robot infermieristico, esplora la città di San Fransokyo e trova pazienti che "non vogliono essere aiutati", con lo sceneggiatore della serie Cirocco Dunlap che aggiunge che il loro rifiuto deriva dalla negazione, affermando che "sono spaventati, non vogliono affrontare la realtà, non possono permettersi le conseguenze - la negazione è profonda". Hall ha affermato che, attraverso la serie, Baymax tenta di aiutare le persone con i loro disturbi fisici "e, nel processo, raggiunge un luogo più profondo ed emotivo" che consente ai suoi pazienti di crescere come persone. Il produttore associato Bradford Simonsen ha detto che volevano che Baymax avesse buone intenzioni ma fosse ingenuo, e Hall ha descritto la serie come incentrata sulla relazione tra Baymax ei suoi pazienti. Il tono di Hall per la serie aveva un tono più comico, con gli aspetti più emotivi aggiunti da Dunlap dopo che le aveva chiesto di scrivere la serie. Sia Hall che Conli hanno ritenuto che i contributi di Dunlap abbiano reso la serie più vicina al tono del film originale.
I produttori volevano rappresentare gli argomenti presenti in ogni episodio in modo accurato. Per il terzo episodio, volevano evitare di descrivere i cicli mestruali come vergognosi, con Dunlap che descriveva la sua rappresentazione come importante per lei. Allo stesso modo, per il quarto episodio, miravano a descrivere l'allergia ai pesci come qualcosa di allarmante mentre il pubblico era ancora in grado di godersi l'episodio. A differenza del film, la serie non presenta elementi di supereroi, con Hall che invece desidera che ricordi più le procedure mediche che ha visto durante la sua infanzia.

### Cast
Il 20 maggio 2022, è stato confermato che Scott Adsit, Ryan Potter e Maya Rudolph avrebbero ripreso i loro ruoli rispettivamente di Baymax, Hiro e Cass, mentre è stato anche annunciato che Zeno Robinson, Lilimar, Jaboukie Young-White e Emily Kuroda si sono uniti al cast. Lilimar è stata scelta dopo che i produttori hanno ascoltato la registrazione della sua audizione, dopo di che hanno ritenuto che fosse in grado di ritrarre accuratamente l'intelligenza e l'età del personaggio.

### Animazione
Secondo il supervisore degli effetti visivi Mohit Kallianpur, gli animatori hanno riutilizzato le risorse di Big Hero 6, ma i dati hanno dovuto essere aggiornati a causa dei cambiamenti tecnologici dall'uscita del film. Dopo aver convertito i dati, gli animatori li hanno testati e hanno trattato gli eventuali errori riscontrati. Conli ha inoltre spiegato che gli animatori hanno riutilizzato i modelli del primo film quando possibile e hanno creato nuovi modelli quando necessario.
Per il disegn dei nuovi personaggi, gli animatori hanno riutilizzato i modelli presenti in mezzo alla folla all'interno del film originale. Secondo Simonsen, il processo richiedeva il coordinamento con i direttori; mentre i registi stavano sviluppando la storia per ogni episodio, i produttori avrebbero dato loro una serie di personaggi di sfondo che ritenevano si sarebbero adattati alla storia, dopodiché i registi avrebbero scelto il modello.

## Colonna sonora
Dominic Lewis, che in precedenza aveva fornito musica aggiuntiva per il film originale, ha composto la colonna sonora della serie entro maggio 2022. La colonna sonora della serie è stata rilasciata il 29 giugno 2022.
Tracce
1. Baymax – 0:33
2. Water Phobia – 0:39
3. Let's Go Kiko – 1:34
4. Truth – 1:50
5. The Lucky Cat – 1:00
6. New Employee – 1:15
7. Secret Worker – 0:50
8. All Love – 1:52
9. Bandages – 1:52
10. Choices Choices – 0:56
11. Creciendo – 2:38
12. Fish Fingers – 1:18
13. Ladle of Love – 2:25
14. Yachi – 2:16
15. Out of B B B Battery – 1:18
16. Recruits – 2:00
17. Cat-astrophe Avoided – 4:40
18. Little Hero 6 – 1:54

## Promozione
Il teaser trailer è stato rilasciato dal canale YouTube dei Walt Disney Animation Studios il 12 novembre 2021, giorno del Disney+ Day. Un trailer ufficiale è stato rilasciato il 20 maggio 2022, durante il National Streaming Day.

## Distribuzione
La serie è stata rilasciata il 29 giugno 2022 su Disney+ ed è composta di 6 episodi. Il primo episodio è stato presentato in anteprima il 17 giugno 2022, durante l'Annecy Film Festival.

## Accoglienza
Sul sito web aggregatore di recensioni Rotten Tomatoes, la serie ha una valutazione dell'86% basata su 7 recensioni, con una valutazione media di 7.8/10.

## Riconoscimenti
- 2022 – Golden Trailer Awards[22][23]
  - Candidatura per la miglior serie televisiva d'animazione familiare (streaming)
- 2023 – Annie Awards[24]
  - Candidatura per il miglior TV/Media (miniserie) per l'episodio Sofia
  - Candidatura per la miglior regia (TV/Media) a Lissa Treiman
  - Candidatura per la miglior sceneggiatura (TV/Media) a Cirocco Dunlap